# Maârif (Casablanca)
Cet article concerne l'arrondissement Maârif de Casablanca. Pour la commune de Maarif en Algérie, voir Maarif (Algérie).
مقاطعة المعاريف

Maârif est un des 16 arrondissements de la Commune de Casablanca. Il fait partie de la préfecture d'arrondissement de Casablanca-Anfa.
Il est délimité au nord par les boulevards d'Anfa et de Mohamed Zerktouni, à l'est par les avenues 2 Mars et Nador, au sud par l'autoroute urbaine de Casablanca, et à l'ouest par le boulevard Ghandi et la Route d'El Jadida.
L'arrondissement communique avec la population via une page Facebook.  Depuis les élections communales de 2021, son président est Abdessadek Morchid.

## Siège

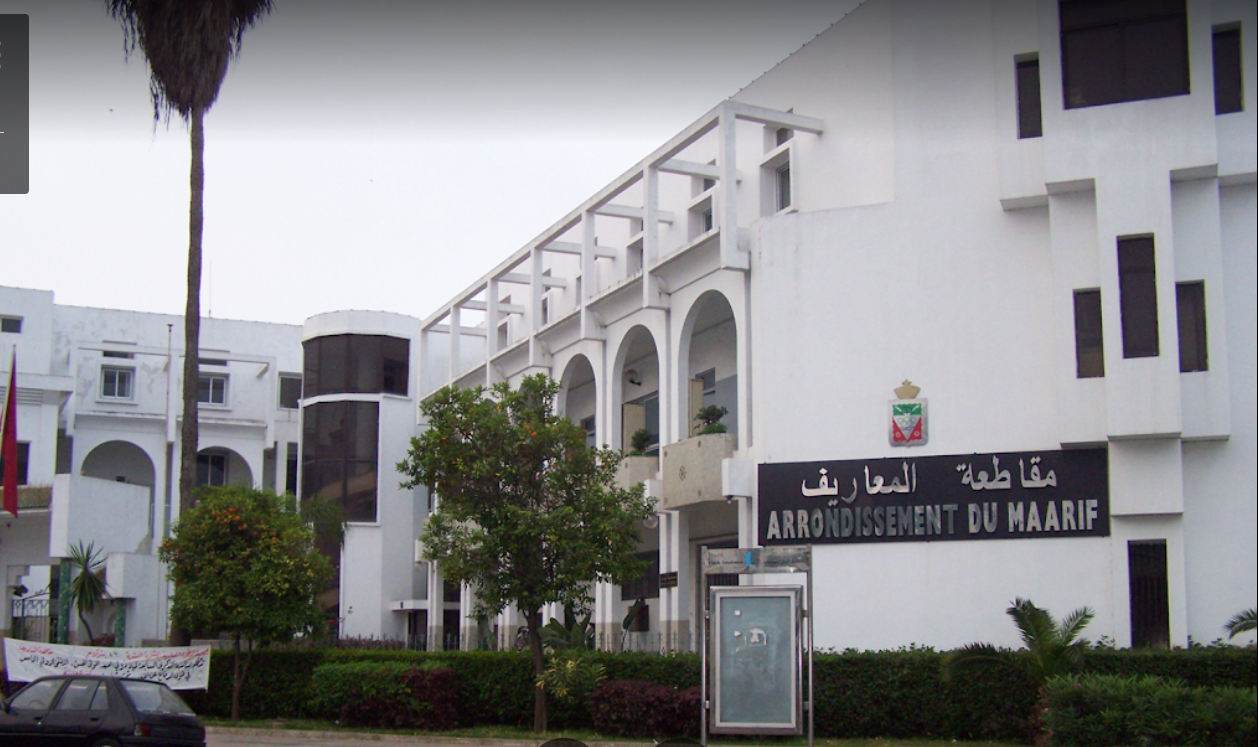

Le siège de l'arrondissement est situé Rue El Kadi Iass.

## Élus

### Depuis 2021
Le Président de l'arrondissement Maârif est actuellement Abdessadek Morchid  (عبد الصادق مرشد).  
| Liste des élus locaux de Maârif | Liste des élus locaux de Maârif | Liste des élus locaux de Maârif       |
| ------------------------------- | ------------------------------- | ------------------------------------- |
| Abdessadek Morchid              | عبد الصادق مرشد                 | Président de l'arrondissement Maârif. |
| Fatima-Zahra El Badraoui        | فاطمة الزهراء البدراوي          | Membre du Conseil de l'arrondissement |
|                                 | عبد الحق نودير                  | Membre du Conseil de l'arrondissement |
|                                 | هدى سحايل                       | Membre du Conseil de l'arrondissement |
|                                 | البشير كوكي                     | Membre du Conseil de l'arrondissement |
|                                 | هدى عسبي                        | Membre du Conseil de l'arrondissement |
|                                 | يوسف زاهد                       | Membre du Conseil de l'arrondissement |
| Siham Daghmi                    | سهام الذغمي                     | Membre du Conseil de l'arrondissement |
| Youssef Fahmi                   | يوسف فهمي                       | Membre du Conseil de l'arrondissement |
|                                 | عبدالقادر حيات                  | Membre du Conseil de l'arrondissement |
| Mustapha Haikar                 | مصطفى حيكر                      | Membre du Conseil de l'arrondissement |
| Loubna Cherif Kanouni           | لبنى شريف كنوني                 | Membre du Conseil de l'arrondissement |
| Hassan Berkani                  | حسان بركاني                     | Membre du Conseil de l'arrondissement |
|                                 | حسناء بوشروب                    | Membre du Conseil de l'arrondissement |
| Abdessamad Haikar               | عبد الصمد حيكر                  | Membre du Conseil de l'arrondissement |
|                                 | اميمة الاصماعي                  | Membre du Conseil de l'arrondissement |
| Lakhdar Hamdani                 | لخضر حمداني                     | Membre du Conseil de l'arrondissement |
|                                 | حيات الدنكير                    | Membre du Conseil de l'arrondissement |
| Abdelouahed Chaouki             | عبد الواحد شوقي                 | Membre du Conseil de l'arrondissement |
| Abdallah Abaakil                | عبدالله ابعقيل                  | Membre du Conseil de l'arrondissement |

Lors des élections communales :
- La liste de Abdessadek Morchid obtient 47,6% des voix . Ce qui lui assure 9 sièges au conseil arrondissement.
- La liste de Mustapha Haiker obtient  Al Chrami a obtenue 13,88% des voix. Ce qui leur assure 4 sièges au conseil d'arrondissement.
- La liste de Abdessamad Haiker a obtenue 10,25% des voix. Ce qui leur assure 4 sièges au conseil d'arrondissement.
- La liste de Abdelouadhed Chaouki a obtenue 7,1% des voix, ce qui leur assure  3 siège au conseil d'arrondissement.
- La liste de Hicham Sahyat (AFG) a obtenue 4.7% des voix, ce qui leur assure 1 siège au conseil d'arrondissement. 
-  La liste Al Madni Alaoui (USFP) a obtenue 4,9 des voix ce qui leur assure 1 siège au conseil d'arrondissement. 
| Leader            | Liste                                   | % des voix | Sièges au conseil d'arrondissement |
| ----------------- | --------------------------------------- | ---------- | ---------------------------------- |
| Mohamed Chabak    | Rassemblement national des indépendants | 42,09%     | 7                                  |
| Mustapha Haiker   | Parti de l'Istiqlal (PI)                | 13,88%     | 4                                  |
| Abdessamad Haiker | PJD                                     | 10,25%     | 3                                  |
| Abdallah Abaakil  | PSU                                     | 7,18%      | 1                                  |
| Hicham Sahyat     | AFG                                     | 4.7%       | 1                                  |
| Al Madni Alaouo   | USFP                                    | 4.9%       | 1                                  |

### Élections communales de 2015
Depuis les élections de septembre 2015, le président de l'arrondissement Maarif est Abdessamad Hayker du PJD 

### Élections communales de 2003
Ahmed El Kadiri est élu en 2003 en tant que candidat Istiqlal. Il est limogé au début de 2015 par le ministère de l'intérieur . 
Il est remplacé par Omar Ferkhani, membre du PAM et architecte de formation .
Omar Ferkhani reste président de l'arrondissement Maarif jusqu'aux élections de septembre 2015 .

## Démographie
Selon le Recensement Général de la Population et de l'Habitat 2024 du Haut-Commissariat au Plan, l'arrondissement Maârif compte  139 669 habitants.
| Date | Population |
| ---- | ---------- |
| 1994 | 179 296    |
| 2004 | 180 394    |
| 2014 | 170 689    |
| 2024 | 139 669    |

## Histoire

### Étymologie
L’histoire du Maroc nous apprend que le terme « Maârif » désigne une tribu nommé "Maârif Chorafa" l'une des premières tribus qui ont habité Casablanca jadis ANFA bien longtemps, et qui ont réussi au long des décennies une belle expansion terrienne dans cette région. Après avoir été contraint de vendre leurs terres en 1911, ces tribus se sont installés par la suite dans la zone des Mzab où ils avaient des terrains, une zone rurale jadis connue pour la bravoure, le courage et l’abnégation de ses Kiads
Le nom du quartier découle donc du fait que la tribu des Maârifs était propriétaire de ces terres avant de les avoir vendu en 1911.

### Pré-protectorat
Le Maârif du début du siècle dernier est considéré comme une zone d’insécurité. Les propriétaires étaient  à la merci des pilleurs. Ils utilisaiant leurs terrains agricoles pour planter des légumes et possédaient des baraques en bois et des tentes. Le lieu est alors un faubourg de Casablanca, à environ 2,5 km du centre-ville.
En 1911, des négociants anglais, Murdoch (qui donnera son nom au parc Murdoch, y achète les terrains cinquante fois moins chers que ceux du centre. Le tout est acquis à une fraction de la tribu Berbère arabisé chorafas, les Maârroufis, qui se sont ensuite installé à 12 km de Ben Ahmed (El Maarif-Regada existe encore aujourd'hui).

### Protectorat
La revente des terrains sur plan, par lots, débute vers 1915-1916. L’acquéreur est une société immobilière qui les revendra à son tour. Pour ce, elle accroche une annonce devant le « grand café du commerce » dans l’ancienne médina. Le lieu est une véritable foire aux terrains. Tous les courtiers s’y retrouvent. Vu la crise du logement, le prix d’un lot au Maârif s’élève parfois à 10 000 anciens francs (pour des salaires de 10 à 15 francs par jour. La maison en préfabriqué coûte 100 à 120 francs le mètre carré. Les prix sont en Peseta Hassani (1 Fr : 1,25 P.H.).
Par ses origines, le Maârif est un vrai village dans la ville. Il n'était d’ailleurs pas inclus dans le Plan Prost (1er plan d'urbanisme de la ville). Et pour échapper à la spéculation, les petites bourses recherchent des terrains hors périmètre. C’est ainsi que dès 1912, des petites gens s’installent pêle-mêle, dans des baraquements en bois. Les briques et le ciment sont encore importés d'Espagne à prix d'or. Et la première briqueterie ne sera construite à Fédala que quelques années plus tard.
Le moindre coût de ce quartier attire les nombreux immigrants espagnols et italiens à faibles capitaux. Des Grecs, des Portugais, des Arméniens et d'autres ressortissants des Pays de l'Est y élisent aussi domicile (en très petit nombre). Et c’est cette population d’ouvriers et de petits employés européens, qui assure le succès du lotissement du Maârif. Le quartier est assez éloigné du centre. Et il a tous les aspects des faubourgs populaires des villes côtières espagnoles. Les lacunes du plan Prost en matière d’habitat modeste apparaissent très vite. Le tracé de ces quartiers, établis sur un quadrillage trop rigoureux, ne tolérait aucun espace public. Les terrains sont sans voirie. Les rues sont tracées en damier, sans eau et sans lumière. Dès 1916, l'assainissement de ce nouveau quartier devient nécessaire. Le Maarif est un marais insalubre. Et faire des égouts, avec une nappe phréatique si peu profonde, est hors de prix. Le Maarif fait donc à lui seul, l'objet d'un plan d'urbanisme et d’assainissement. Et paradoxalement, c’est en pleine crise financière mondiale (1929), que la construction du quartier prend un grand essor. Entre 1927 et 1933, le Maârif a déjà son aspect actuel.
Les premiers émigrés étaient d’origine oranaise. On parle des familles comme celle des Cerdan qui ont élu domicile dans le quartier. D’autres avaient émigré d’Espagne et plus précisément de la ville d’Alicante, encouragés par la naissance d’une nouvelle ville où toutes les opportunités étaient ouvertes. Il faut rappeler qu’en ce qui concerne cette première vague de migration, elle était essentiellement composée de personnes qui avaient obtenu la nationalité française en Algérie vers 1890. La seconde migration en importance est celle des Italiens de Tunisie et des Constantinois, originaires de Sicile. Les études attestent que plus de 50 % de la population jusqu'à l’indépendance du Maroc venait de ce substrat social de travailleurs et petits fonctionnaires qui ont choisi le chemin de l’exil vers une ville émergente.
Avec l’installation de la C.T.M et des T.A.C vers la fin des années 1920, une autre étape dans le peuplement du quartier voit le jour. C’est à cette époque que des Français de Métropole, des commerçants et fonctionnaires, en particulier ont été encouragés de venir s’installer au quartier Maârif. Les chiffres avancés par les urbanistes français soulignent que ce sont là pas moins de 15 % de la population du quartier. Les statistiques avancent le pourcentage des 2/3 d’habitants qui sont soit Espagnols, soit Italiens soit Français. En 1939, la guerre décide du reste et offre au quartier une autre page de son histoire. Nous sommes devant les grandes vagues d’immigration qui ont bouleversé le vieux continent. L’Europe fait la guerre, et certains citoyens ont choisi la paix en venant au Maroc faire fructifier leurs biens. Il s’agit des réfugiés politiques de la guerre d’Espagne d’abord. Et ce sont là 15 % de plus qui viennent s’ajouter aux premiers tissus urbains du quartier. Nous sommes là à un pourcentage de 80 %, les 20 % restants seront formés des Grecs, des Portugais, des Arméniens, et d’autres ressortissants des Pays de l’Est. C’est dans cette tour de Babel que le quartier le plus coloré du Maroc prend ses assises. De leur côté, les Marocains musulmans avaient fait le choix de s’installer dans un quartier mitoyen qui sera connu plus tard sous le nom de Derb Ghallef.
C’est en somme une colonie d’immigrés qui est à l’origine du quartier Maârif. Comme on l’a vu précédemment, le tissu social était composé d’Italiens, d’Espagnols et de Français et de Portugais.
Les Marocains ont élu domicile à la périphérie, dans le quartier connu aujourd’hui sous le nom de Derb Ghallef. Ce qui a étonné les analystes de l’époque fut le brassage immédiat et surtout la spontanéité avec laquelle les différentes populations ont pu cohabiter dans une entente quasi idéaliste. Certains sociologues français, appuyés par les travaux de grands urbanistes, ont affirmé que « c’est l’origine sociale des immigrés qui a favorisé le métissage du tissu urbain du quartier » [réf. nécessaire]. La vie dans une communauté en construction a favorisé, entre eux, l’entraide et l’entente. L’autre point important à prendre en considération est la loi française de l’époque. En effet, les lois françaises du Protectorat tendaient à favoriser et intégrer les ressortissants des pays européens du fait que les Français de souche étaient peu nombreux, ainsi les petits-fils d’émigrés, nés au Maroc qui avaient le droit automatiquement à la nationalité française et sans aucune démarche ni formalité.
Ce qui était un privilège considérable à l’époque dans ce sens que les flux vers le quartier ont été ordonnés, et surtout soumis à un plan d'aménagement voulu par les autorités françaises. Une communauté de juifs européens et marocains suivit cette magnifique vague d'immigration qui rendait le quartier encore plus diversifié et multiculturel.

### Post-indépendance
Divers parcs ont été laissés par les colons après l'indépendance du Maroc ; parmi ces parcs, on peut citer le célèbre parc de la ligue arabe qui reste le poumon de la région du Grand Casablanca et un centre de loisir sans précédent pour les habitants, le gouvernement marocain décida d'améliorer ses services publics en construisant des écoles (primaires, collèges, lycées) ainsi que des cliniques au Maârif et en fondant des associations sportives prestigieuses comme le célèbre club CMC qui reste l'un des meilleurs clubs marocains dans plusieurs disciplines (football, basket-ball, tennis).
Le quartier Maârif comprend un jardin d'enfants à côté du marché.

### Sport
Au niveau du sport, le quartier de Maârif a vu la création du 1er club sportif qui le représente dans les annèes 1930 dont son équipe de football avait participé en Botola sous l'ère de la LMFA.

Voir : 

### Articles
- Commune de Casablanca
- Organisation territoriale du Maroc

### Articles de La Gazette du Maroc
- Le quartier Maârif : La Venise Casablancaise, de Bouchra Bensaber, 12 juin 2006
- Patrimoine Architectural de Casablanca : Quartier Maârif retour aux origines de F.E.J., 12 février 2007
- Patrimoine Architectural de Casablanca : Quartier Maârif Brassage Urbain de F.E.J., 19 février 2007
- Patrimoine Architectural de Casablanca : Quartier Maârif Premières migrations de F.E.J., 19 février 2007
- Patrimoine Architectural de Casablanca : Quartier Maârif Le melting pot, 26 février 2007